# شورای ملی مسلمانان کانادا

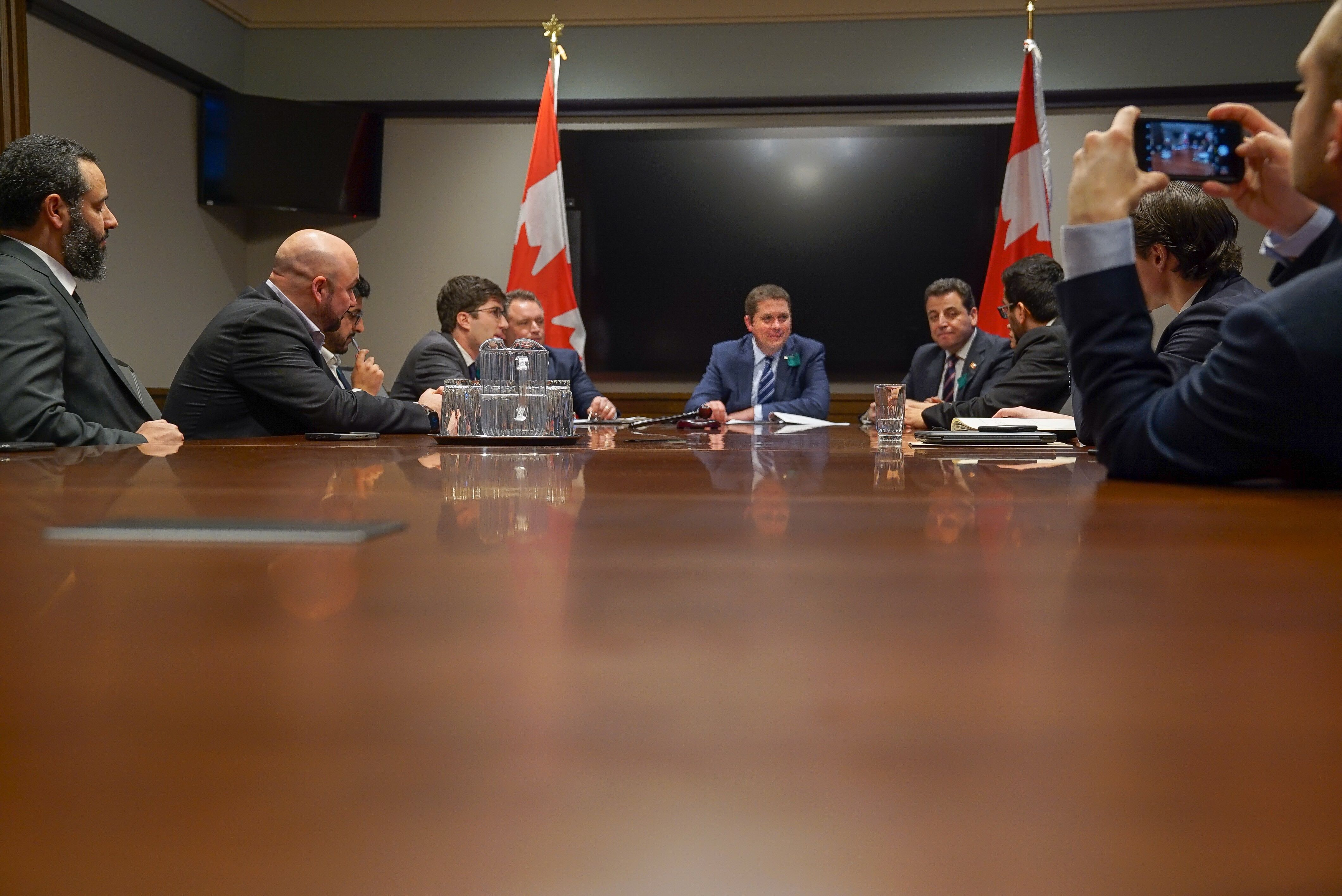
ملاقات رئییس محافظه کاران کانادا با هیئت شورای ملی مسلمانان کانادا در سال 2020

شورای ملی مسلمانان کانادا (NCCM) یک سازمان حقوقی و مدنی و گروه ذی‌نفوذ مسلمانان در کانادا است. NCCM قبلاً به عنوان شورای کانادایی روابط آمریکایی-اسلامی (CAIR-CAN) شناخته می‌شد.
NCCM در امور حقوق بشر و آزادی‌های مدنی، روابط رسانه ای و حمایت عمومی فعال است. NCCM در مورد مسائل جاری اظهار نظر می‌کند، خدمات ضد تبعیض ارائه می‌دهد، نشریات متعددی تولید می‌کند و مقالات مکرری را به روزنامه‌های کانادایی ارائه می‌دهد.
شورای ملی مسلمانان کانادا در سال ۲۰۱۴، از نخست‌وزیر سابق کانادا، استفان هارپر و سخنگوی وی جیسون مک‌دونالد به اتهام افترا با عنوان «ارتباطات مستند» این سازمان با گروه تروریستی حماس، در کانادا شکایت کرد. در فوریه ۲۰۱۵، جیسون مک‌دونالد تحت سوگند در پرونده افترا مورد بازجویی قرار گرفت و استفن هارپر ادعا کرد که امتیاز پارلمانی برای اجتناب از شهادت دارد. در همان ماه، مک‌دونالد از سمت مدیر ارتباطات نخست‌وزیری استعفا داد. در مارس ۲۰۱۷، جیسون مک‌دونالد در یک حل اختلاف علنی دعوای افترا، اعتراف کرد که اظهاراتش در مورد NCCM نادرست است. دولت کانادا نیز بیانیه‌ای صادر کرد که «پیشنهاد مک‌دونالد را مبنی بر اینکه شورا دارای روابط تروریستی است رد کرد».
بر اساس سرشماری سال ۲۰۰۱، ۵۷۹۶۴۰ مسلمان در کانادا زندگی می‌کردند که کمی کمتر از ۲ درصد از جمعیت این کشور است. در سال ۲۰۰۶، جمعیت مسلمانان کانادا ۷۸۳۷۰۰ یا حدود ۲٫۵ درصد تخمین زده‌شد.